# スカイラーク (曲)
「スカイラーク」(Skylark) は、ジョニー・マーサーが作詞し、ホーギー・カーマイケルが作曲して1941年に発表された、アメリカ合衆国のポピュラー楽曲。マーサーによれば、カーマイケルから曲を提供されてから1年ほど作詞が難航し、ようやくふさわしい歌詞が出来上がったという。マーサーの回想では、その間にカーマイケルからの歌詞についての問い合わせが数回あったが、マーサーがようやく歌詞を完成させたときには、カーマイケルは既にこの件を忘れていたという。歌詞に見える熱烈な求愛の表現は、当時ジュディ・ガーランドと交際していたマーサーが、ガーランドに向けたものであるという。
この曲は、ジャズのスタンダード曲のひとつとされている。さらに、この曲は、 1953年から1998年までの長きにわたり生産されていたビュイックの乗用車スカイラークの車名に、ヒントを与えたと信じられている。

## おもな録音
- 1941年：アニタ・オデイとジーン・クルーパ楽団は、1941年11月25日にこの曲を吹き込んだ[7]。
- 1941年：ヘレン・フォレスト（英語版）とハリー・ジェイムス
- 1941年：ジニー・シムズ（英語版）とエドガー・フェアチャイルド楽団 (the Edgar Fairchild Orchestra)（1941年12月18日）
- 1942年：ビング・クロスビー、ジョン・スコット・トロッター（英語版）と彼の楽団[8]
- 1942年：グレン・ミラーと彼の楽団、ボーカルはレイ・エバール（英語版）[1]。
- 1943年：ビリー・エクスタインとアール・ハインズ楽団
- 1950年：クローヴァーズ（英語版）がシングルを録音
- 1958年：カーメン・マクレエのアルバム『Birds of a Feather』に収録
- 1963年：アレサ・フランクリンが5枚目のスタジオ・アルバム『Laughing on the Outside』に収録
- 1984年：リンダ・ロンシュタット（伴奏はネルソン・リドル（英語版）楽団）が、プラチナ超えの売り上げを記録したアルバム『ラッシュ・ライフ (Lush Life)』に収録し、1985年はじめには、『ビルボード』誌のアダルト・コンテンポラリー・チャートで12位まで上昇した。このロンシュタットのバージョンは、グラミー章にもノミネートされた。
- 2016年：ボブ・ディランが、アルバム『フォールン・エンジェルズ (Fallen Angels)』に収録